# Llullaillaco
Llullaillaco és un estratovolcà situat a la frontera entre Argentina i Xile, a la serralada dels Andes. El volcà arriba als 6.739 m d'altitud i la darrera erupció explosiva va ocórrer al 1877.
És a la Puna d'Atacama, regió d'alts cims volcànics, que forma un altiplà al desert d'Atacama, entre Argentina i Xile, considerat per molts com el començament o la fi de l'altiplà Bolivià, un dels indrets del món amb menys precipitació. És la setena muntanya més alta dels Andes.
El primer ascens esportiu se'n feu al desembre de 1952, per Bión González i Juan Harseim.
L'accés al Llullaillaco es fa amb vehicles 4x4 o mules. Aquestes se'n poden llogar als habitants dels llogarets de la zona. Del costat xilè, es pot accedir travessant el parc nacional homònim, per camins de terra en mal estat i pistes poc senyalitzades, amb risc d'acabar en camps minats. Aquests camins acaben en una zona on els muntanyencs solen establir el campament base, a 4.600 m d'altitud.
Des de l'Argentina l'accés se'n fa per la província de Salta, pel poblat de Tolar Grande, després de recórrer prop de 200 km per senderes de 4x4 en un indret prou remot.

## Jaciments arqueològics
Llullaillaco és famós per contenir el jaciment arqueològic més alt del món, on es trobaren tres xiquets momificats. Hui són al Museu Arqueològic d'Alta Muntanya, a la ciutat de Salta.
L'excepcional estat de conservació de les mòmies de Llullaillaco va suscitar la curiositat de l'especialista en microbiologia Steve Schmidt, de la Universitat de Colorado, que va deduir que els microbis que podrien existir en aquest ambient extrem serien extremòfils molt especials.

## Galeria d'imatges

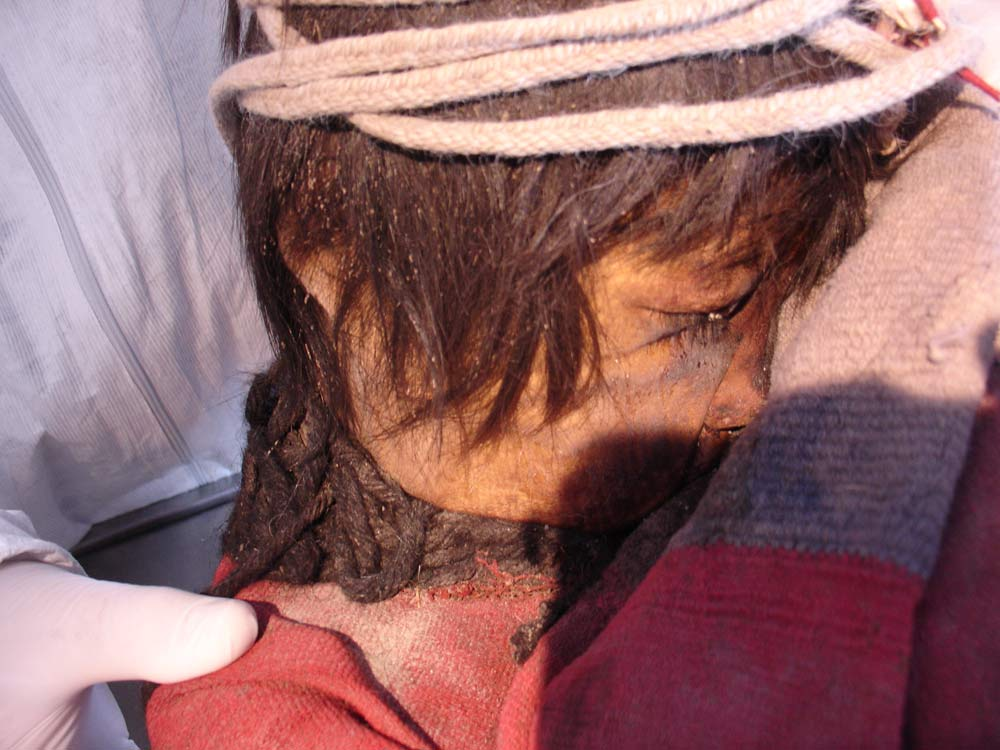
Mòmies de Llullaillaco, a Salta
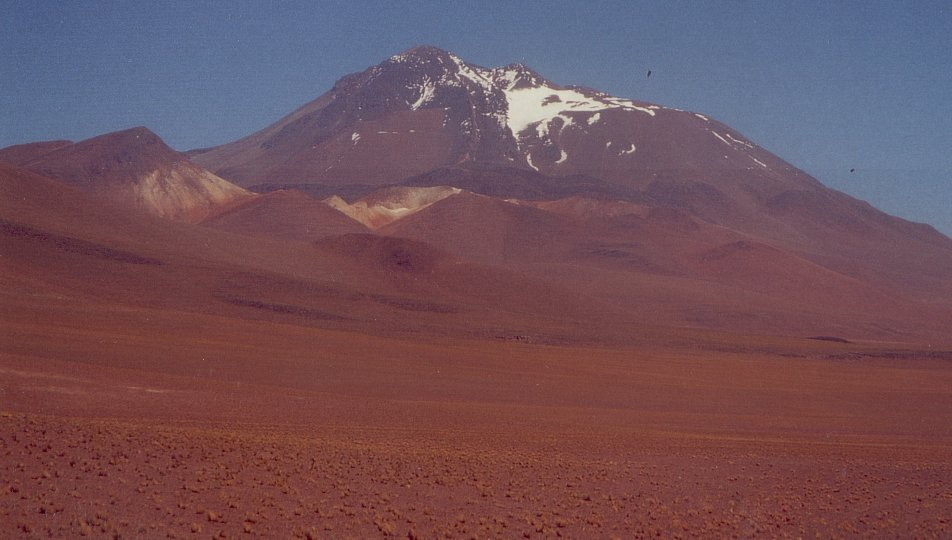
Vista del volcà Llullaillaco
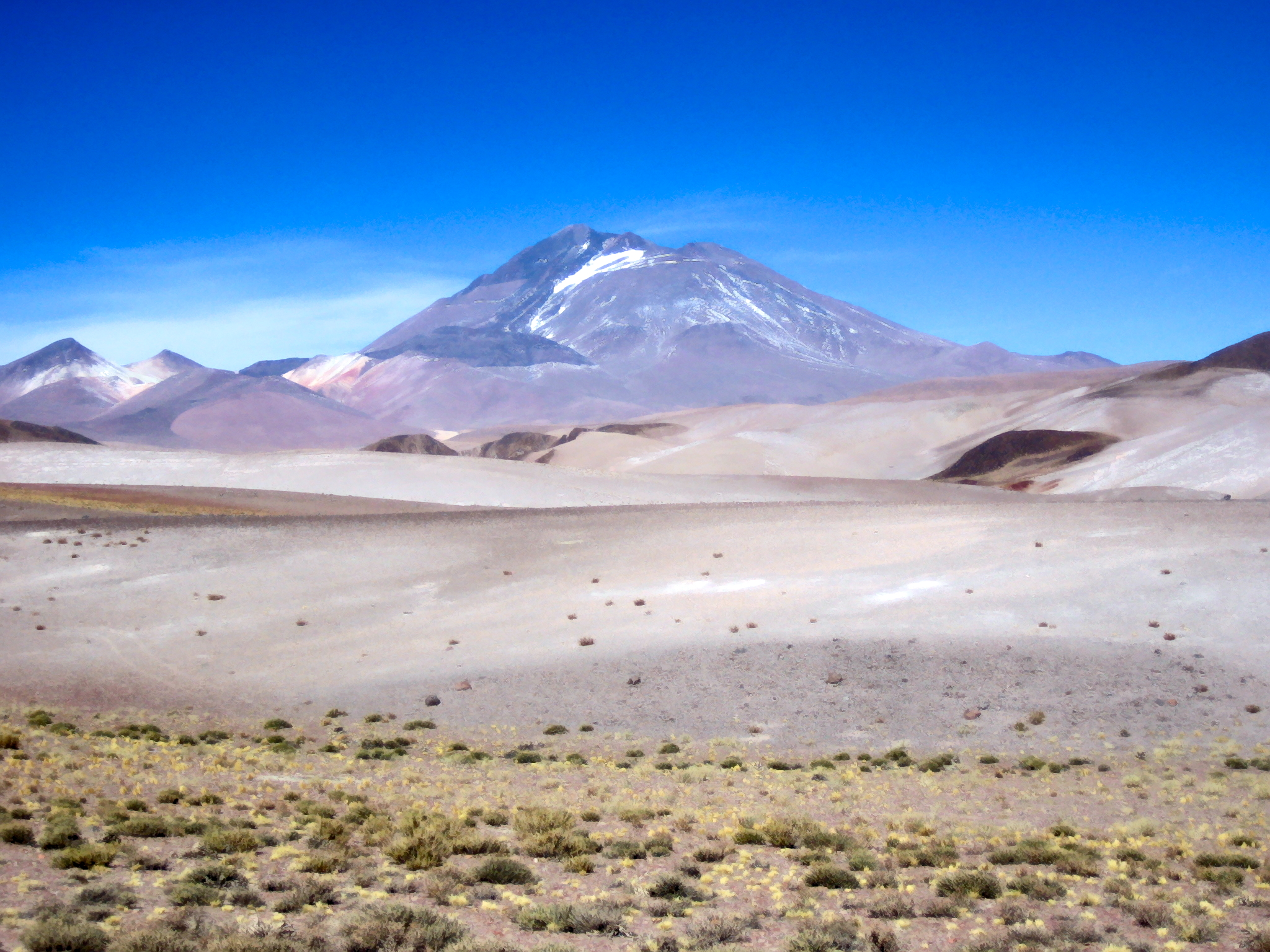
Vista del volcà Llullaillaco
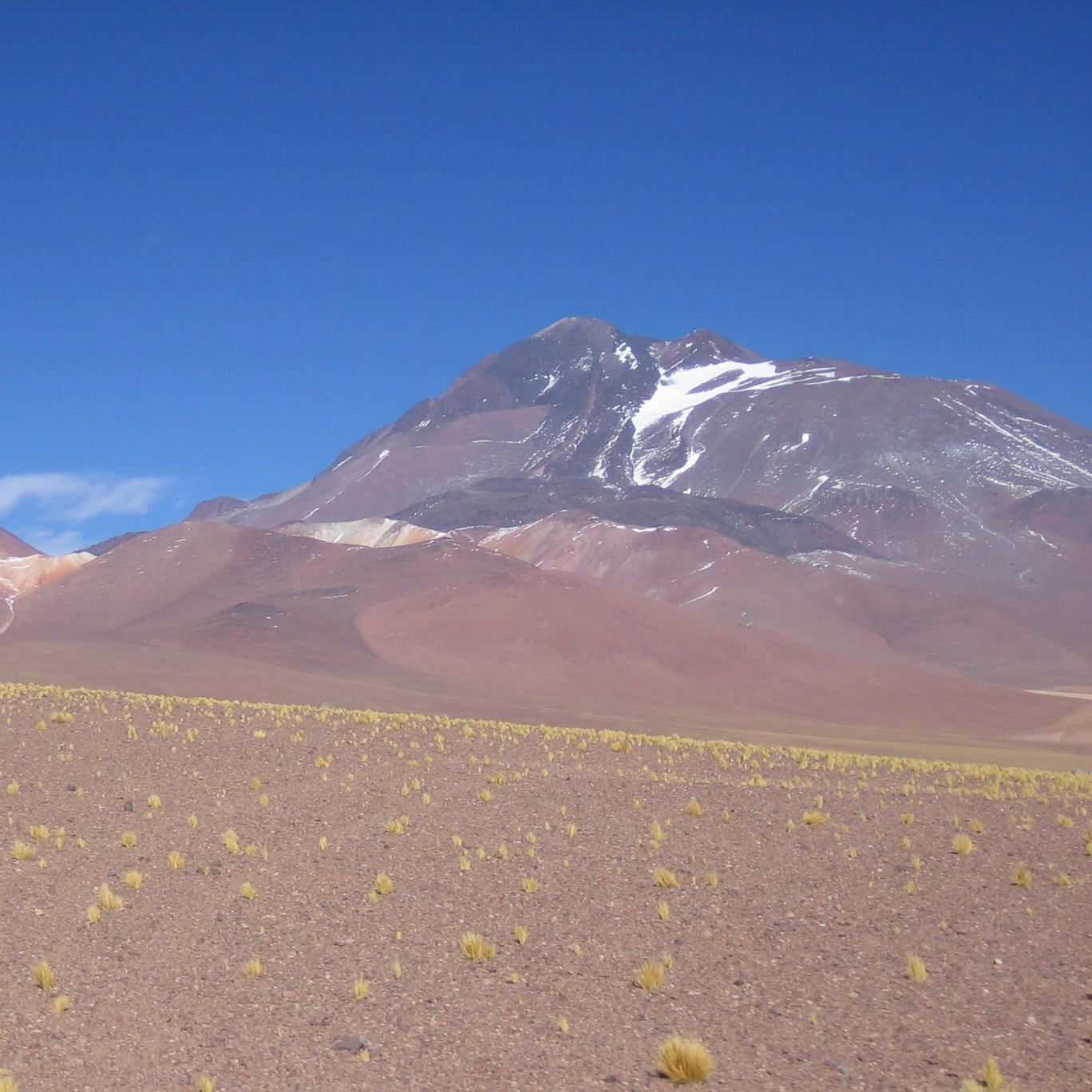
Vista del volcà Llullaillaco
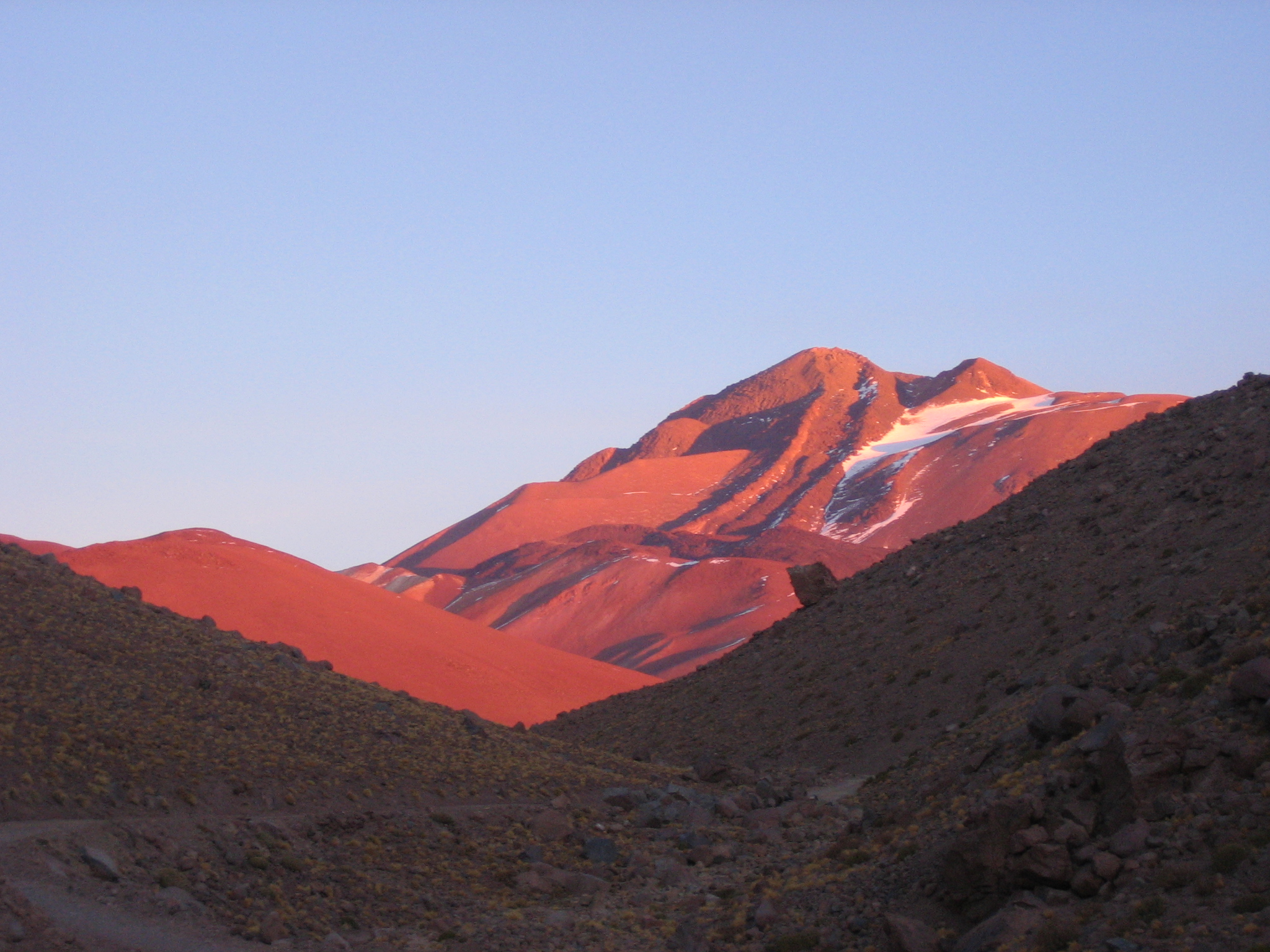
Vista del volcà Llullaillaco